# Terrapieno di Wasserkamp
Il terrapieno di Wasserkamp era un terrapieno neolitico situato nella periferia meridionale di Hildesheim. Il terrapieno di circa sette ettari era costituito da un sistema di fossati doppi semicircolari con diversi passaggi. La datazione si aggira intorno al 4° millennio a.C.

## Descrizione
Il terrapieno di Wasserkamp è collocato nel comune di Itzum. Si trova su un altopiano leggermente rialzato rispetto al fiume. Il complesso era costituito da due trincee parallele lunghe circa 770 metri che formavano un semicerchio, il cui confine a ovest era segnato dal corso del fiume Innerste. Le trincee erano interrotte a intervalli fino a 80 metri da ponti di terra larghi dai 6 ai 9 metri. Un cranio umano è stato recuperato in un fosso. Ulteriori ritrovamenti sono stati effettuati nei riempimenti delle trincee, soprattutto presso i ponti di terra, dove sono stati rinvenuti frammenti di ceramica, ossa di animali e manufatti di selce . L'analisi del carbone con il metodo del radiocarbonio ha portato a una datazione compresa tra 3975 e il 3797 a.C., quindi possiamo collocabile quindi nel tardo neolitico. Il riempimento omogeneo dei fossati suggerisce che siano stati riempiti dopo l'abbandono del complesso. Gli archeologi hanno interpretano le tracce di pali continui, paralleli ai fossati come una palizzata circostante.
Le immediate vicinanze del terrapieno costituivano già in epoca preistorica un'area favorevole all'insediamento. Negli anni '60 e '80, indagini sul campo portarono alla scoperta di reperti che suggerivano insediamenti risalenti al Neolitico, all'età del ferro preromana e al Medioevo.

## Storia della ricerca
L'area circostante il sito del terrapieno è oggi costituita da terreni agricoli ed è nota come Wasserkamp. La città di Hildesheim sta progettando di costruire un nuovo quartiere urbano nella zona, che avrà una dimensione di 42 ettari. Dal 2019, l'Ufficio archeologico della città di Hildesheim conduce indagini archeologiche su un'area di circa 35 ettari per documentare i resti archeologici prima che vengano distrutti dai lavori di costruzione previsti. Secondo gli archeologi, la scoperta ha un significato sovraregionale. 
Nel corso delle indagini, i dipendenti delle società di scavo hanno documentato fino ad oggi (2025) circa 2300 ritrovamenti, tra cui buche di pali, fosse, e pozzi. Gli scavi furono aperti al pubblico nel 2025 in occasione di un open day per il pubblico.